# Jüdischer Friedhof (Machniwka)
Koordinaten: 49° 42′ 36,1″ N, 28° 39′ 34,6″ O

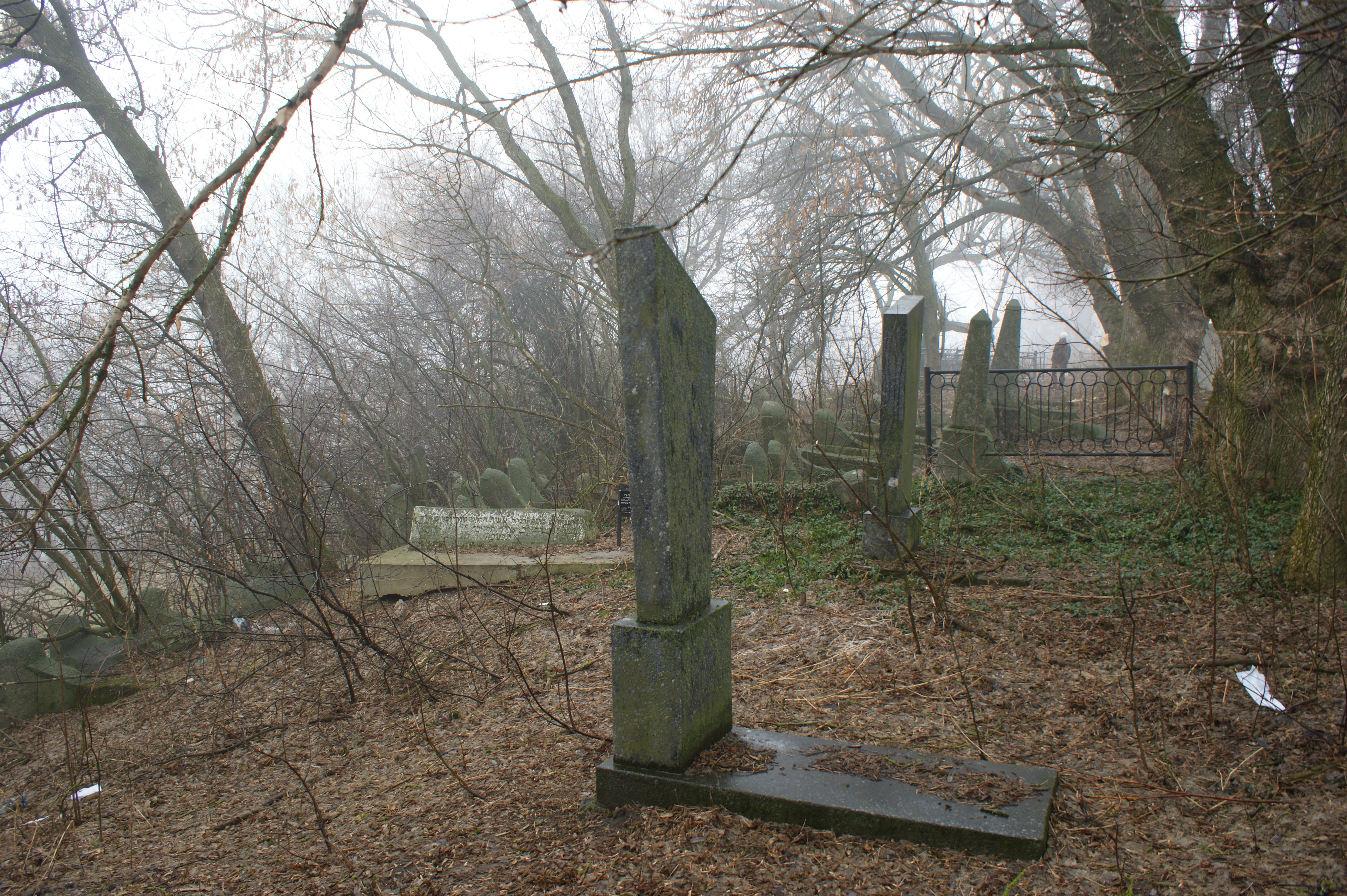
Jüdischer Friedhof Machniwka (2017)

Der Jüdische Friedhof Machniwka liegt in Machniwka, einem Dorf im Rajon Chmilnyk im Norden der westukrainischen Oblast Winnyzja. Auf dem jüdischen Friedhof sind zahlreiche gut erhaltene Grabsteine vorhanden.